# Alessandro Rossi (calciatore)
Alessandro Rossi (Viterbo, 3 gennaio 1997) è un calciatore italiano, attaccante del Guidonia Montecelio.

## Caratteristiche tecniche
È un centravanti.

## Carriera
Cresciuto nel settore giovanile della Lazio, ha debuttato in prima squadra l'8 gennaio 2017 sostituendo all'87' Lucas Biglia nel corso dell'incontro di Serie A vinto 1-0 contro il Crotone.
Il 18 agosto seguente viene ceduto in prestito alla Salernitana. Con il club granata colleziona 27 presenze in Serie B segnando due reti.
Rientrato alla Lazio per fine prestito, debutta nelle competizioni europee il 29 novembre 2018 disputando l'incontro della fase a gironi di UEFA Europa League perso 2-0 contro l'Apollōn Limassol; due settimane dopo entra in campo anche nella giornata seguente contro l'Eintracht Francoforte.
Il 16 gennaio 2019 viene ceduto in prestito semestrale al Venezia, dove gioca 11 partite prima di rientrare nella capitale.
Il 19 luglio seguente viene ceduto in prestito alla Juve Stabia.
Terminato il prestito a Castellamare (in cui ha segnato solo un gol nella sconfitta interna contro la Cremonese alla penultima giornata), il 25 agosto 2020 viene ceduto in prestito in Serie C alla Viterbese. Il 4 gennaio 2022 viene ceduto in prestito al Monopoli fino a fine stagione.
L'11 agosto 2022 viene ceduto in prestito annuale al Monterosi Tuscia. Il 7 luglio 2024 viene ceduto con un contratto biennale con il Legnago. Il 2 gennaio 2025 viene ceduto in prestito al Guidonia Montecelio fino a fine stagione,
dove ci rimane anche nella stagione 2025-2026 a titolo definitivo.

## Statistiche

### Presenze e reti nei club
Statistiche aggiornate al 4 maggio 2025.
| Stagione                | Squadra                 | Campionato              | Campionato | Campionato | Coppe nazionali | Coppe nazionali | Coppe nazionali | Coppe continentali | Coppe continentali | Coppe continentali | Altre coppe | Altre coppe | Altre coppe | Totale | Totale | Totale |
| Stagione                | Squadra                 | Comp                    | Pres       | Reti       | Comp            | Pres            | Reti            | Comp               | Pres               | Reti               | Comp        | Pres        | Reti        | Pres   | Reti   |        |
| ----------------------- | ----------------------- | ----------------------- | ---------- | ---------- | --------------- | --------------- | --------------- | ------------------ | ------------------ | ------------------ | ----------- | ----------- | ----------- | ------ | ------ | ------ |
| 2016-2017               | Lazio                   | A                       | 3          | 0          | CI              | 0               | 0               |                    | -                  | -                  |             | -           | -           | 3      | 0      |        |
| 2017-2018               | Salernitana             | B                       | 27         | 2          | CI              | 0               | 0               |                    | -                  | -                  |             | -           | -           | 27     | 2      |        |
| 2018-gen. 2019          | Lazio                   | A                       | 0          | 0          | CI              | 0               | 0               | UEL                | 2                  | 0                  |             | -           | -           | 2      | 0      |        |
| gen.-giu. 2019          | Venezia                 | B                       | 9+2        | 0          | CI              | 0               | 0               |                    | -                  | -                  |             | -           | -           | 11     | 0      |        |
| 2019-2020               | Juve Stabia             | B                       | 22         | 1          | CI              | 1               | 0               |                    | -                  | -                  |             | -           | -           | 23     | 1      |        |
| 2020-2021               | Viterbese               | C                       | 31         | 5          |                 | -               | -               |                    | -                  | -                  |             | -           | -           | 31     | 5      |        |
| 2021-gen. 2022          | Lazio                   | A                       | 0          | 0          | CI              | 0               | 0               | UEL                | 0                  | 0                  |             | -           | -           | 0      | 0      |        |
| gen.-giu. 2022          | Monopoli                | C                       | 11+5       | 0          | CI-C            | 0               | 0               |                    | -                  | -                  |             | -           | -           | 16     | 0      |        |
| 2022-2023               | Monterosi Tuscia        | C                       | 8          | 0          | CI-C            | 0               | 0               |                    | -                  | -                  |             | -           | -           | 8      | 0      |        |
| feb.-giu. 2024          | Monterosi Tuscia        | C                       | 13+2       | 1          | CI-C            | 0               | 0               |                    | -                  | -                  |             | -           | -           | 15     | 1      |        |
| Totale Monterosi Tuscia | Totale Monterosi Tuscia | Totale Monterosi Tuscia | 21+2       | 1          |                 | 0               | 0               |                    | -                  | -                  |             | -           | -           | 23     | 1      |        |
| 2024-gen. 2025          | Legnago                 | C                       | 15         | 1          | CI-C            | 1               | 1               | -                  | -                  | -                  | -           | -           | -           | 16     | 2      |        |
| gen.-giu. 2025          | Guidonia Montecelio     | D                       | 13         | 4          | CI-D            | 3               | 0               | -                  | -                  | -                  | -           | -           | -           | 16     | 4      |        |
| Totale carriera         | Totale carriera         | Totale carriera         | 158        | 14         |                 | 5               | 1               |                    | 2                  | 0                  |             | -           | -           | 165    | 14     |        |

## Palmarès
- Serie D: 1

Guidonia M. 1937: 2024-2025 (girone G)